# Ciobalaccia
Ciobalaccia è un comune della Moldavia situato nel distretto di Cantemir di 3.014 abitanti al censimento del 2004.

## Località
Il comune è formato dall'insieme delle seguenti località: (popolazione 2004)
- Ciobalaccia (1.008 abitanti)
- Flocoasa (684 abitanti)
- Victorovca (1.322 abitanti)